# Joseph Baguidy
Joseph Damien Baguidy (* 18. September 1915 oder 1916 in Jérémie; † 8. April 2000 in Port-au-Prince) war ein haitianischer Politiker und Diplomat, der unter anderem zwischen 1960 und 1961 Außenminister war. Er war von 1964 bis 1968 und zwischen 1971 und 1980 Botschafter in der Schweiz.

## Leben
Joseph Damien Baguidy war als Diplomat tätig und unter anderem Geschäftsträger der Auslandsvertretung in Antwerpen sowie Legationssekretär an der Botschaft in Frankreich. Er war Schulinspektor der Schulverwaltung von Jérémie und Kabinettschef sowie Assistent des Protokollchefs im Präsidentenpalast (Palais national).
Im Rahmen einer Regierungsumbildung wurde Baguidy am 25. Oktober 1960 Nachfolger von Raymond Moyse als Minister für Auswärtige Angelegenheiten und Kulte im Kabinett François Duvalier. Er bekleidete dieses Amt bis zum 30. Mai 1961 und wurde von René Chalmers abgelöst.

## Veröffentlichungen
- Sous les futaies, Port-au-Prince 1938
- Aperçus sur la pensée haïtienne. Essai, Imprimerie de l’Etat, Port-au-Prince 1941
- Considérations sur la conscience nationale, H. Deschamps, Port-au-Prince 1945
- Esquisse de sociologie haïtienne, Imprimerie de l’État, Port-au-Prince 1946
- Incidences. Essais et temoignages, Imprimerie de l’État, Port-au-Prince 1955
- Savalou ou Les racines africaines d’Haïti, Ed. des Antilles, Port-au-Prince 1961
- Dynamique d’une révolution, 1946 à Haïti. Essai, Editions Coloroffset, Bern 1972
- Points de repere. Essai, N. A. Théodore, Port-au-Prince 1986